# Schullandheim

Altes VDS-Logo

Ein Schullandheim ist in Deutschland ein schulergänzender Lernort, an dem Schüler und Lehrer in Form von Projektwochen ein bis drei Wochen vertiefend an lehrplanbezogenen Inhalten arbeiten können. In solchen pädagogischen Einrichtungen vollziehen sich Erziehung und Unterricht in besonderer Form.
Schullandheime sind zu unterscheiden von Landschulheimen bzw. Landerziehungsheimen, die eigene Schulsysteme in Vollzeit darstellen und meist als Internate geführt werden.

## Geschichte

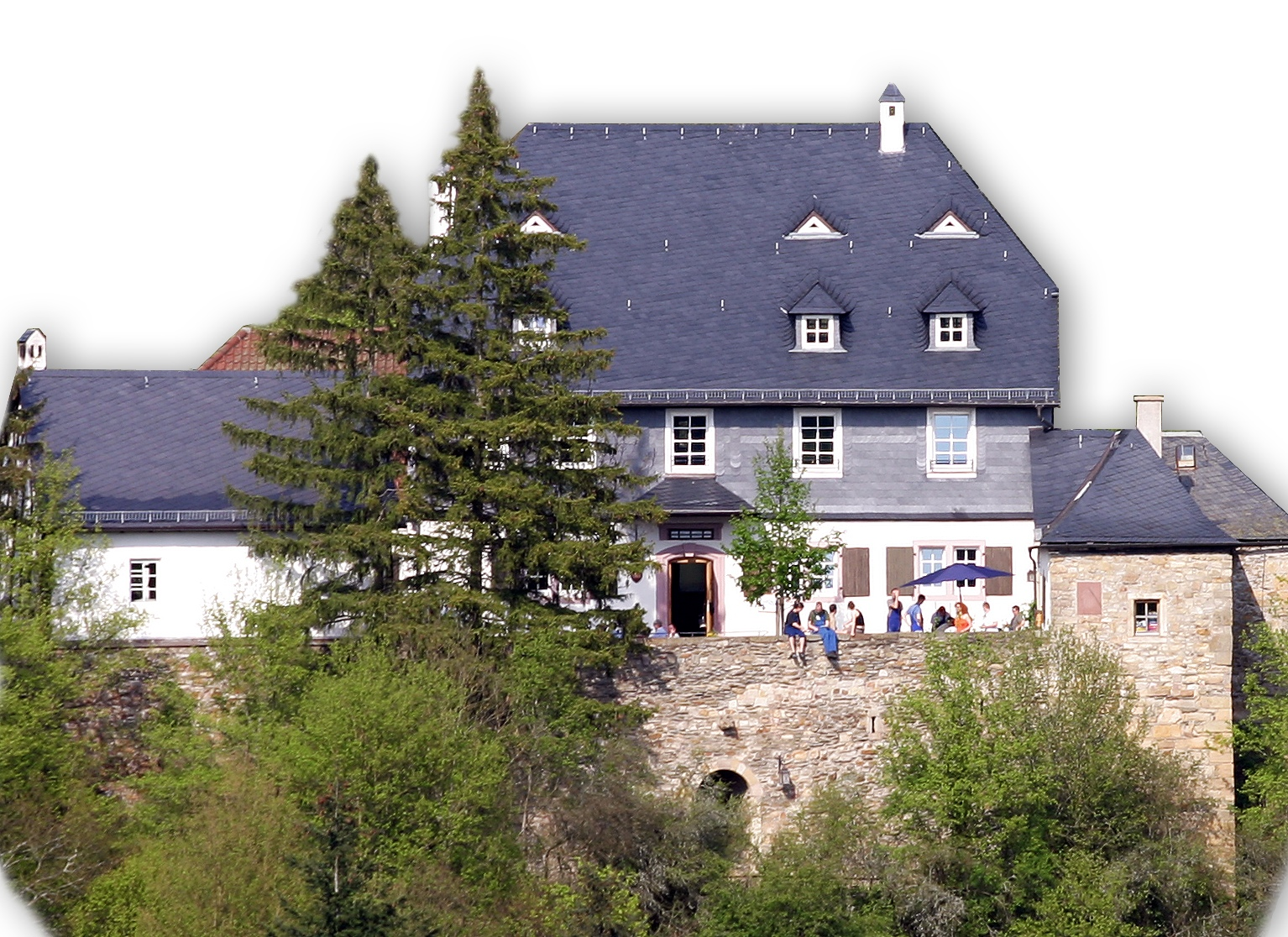
Schullandheim Winterburg

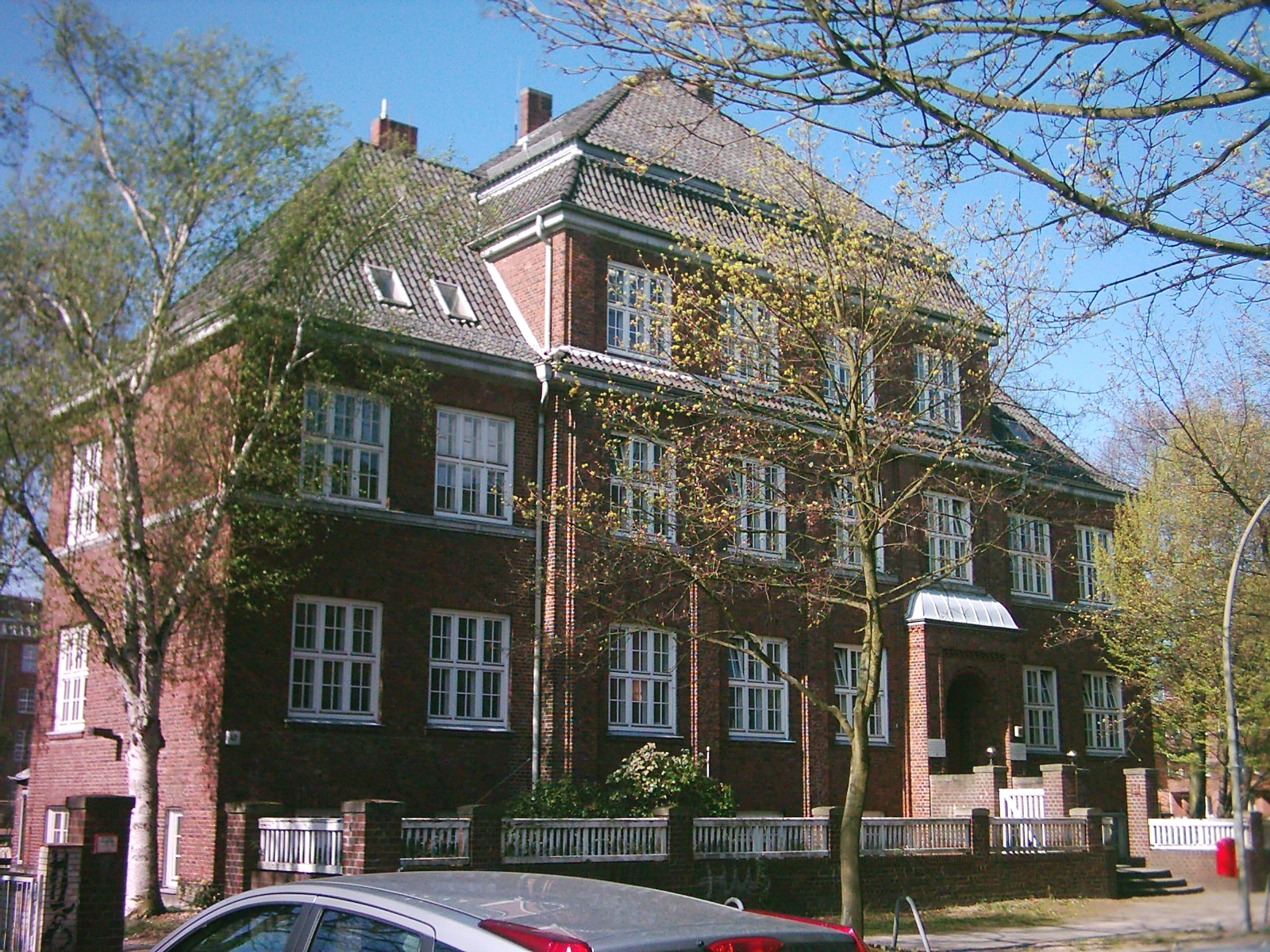
Sitz der „Arbeitsgemeinschaft Hamburger Schullandheime e. V.“

Die ersten Schullandheime entstanden im Rahmen der Jugendbewegung und der Reformpädagogik bereits vor dem Ersten Weltkrieg. Die Einweihung des Hauses Junghorst am 1. Oktober 1913 in Hoisdorf bei Hamburg gilt als Beginn der Schullandheimpädagogik.
Ihre Blütezeit hatte die Bewegung in den Jahren 1925 bis 1933. Rudolf Nicolai organisierte die Schullandheimbewegung im Allgemeinen und schaffte das Schullandheim Jöhstadt. Seit 1923 nutzte dies das Realgymnasium in Annaberg. Darüber hinaus leitete Nicolai die Fachgruppe Schullandheim im Sächsischen Philologenverein sowie die Arbeitsgemeinschaft sächsischer Schullandheime. Auf der Tagung zum Thema „Das Landheim“, organisiert im Oktober 1925 vom Berliner Zentralinstitut für Erziehung und Unterricht, hielt er das Hauptreferat zur Bilanz der Schullandheimbewegung. Zugleich wurden hier die Schullandheime im Reichsbund der deutschen Schullandheime e. V. zusammengeschlossen, zu dessen ersten Vorsitzenden Nicolai gewählt wurde. Er trat im Mai 1933 der NSDAP bei. Während sich der Reichsbund 1934 selbst aufgelöst hatte, konnte er noch bis Oktober 1935 sein Ehrenamt als Sachbereichsleiter für die Schullandheime ausüben.
Der Nationalsozialismus versuchte die Bewegung für seine Zwecke zu vereinnahmen, einige Schullandheime wurden in den NS-Lehrerbund eingegliedert. 1939 gab es im Deutschen Reich 378 Schullandheime. Der Zweite Weltkrieg führte zu einem Einbruch, verbunden mit umfangreicher Zweckentfremdung. Bei der Gründung der Bundesrepublik Deutschland gab es auf deren Gebiet nur noch rund 110 Standorte. Ihre Zahl stieg im Rahmen des Wiederaufbaus bis 1975 auf 360.
Im Verband Deutscher Schullandheime e. V. sind gegenwärtig rund 250 Schullandheime organisiert. Außerdem vertritt der Verband ihre Belange in wirtschaftlicher, rechtlicher und pädagogischer Hinsicht. Er hat 13 Landesverbände und ist Mitglied des Paritätischen Wohlfahrtsverbandes.
Der Verband hat einen „Qualitätsleitfaden“ entwickelt, der alle Kriterien eines optimalen Schullandheimbetriebs detailliert definiert. Schullandheime können sich anhand dieses Leitfadens einer Zertifizierung unterziehen, die die Qualität der geprüften Einrichtung bescheinigt. Die Zertifizierung soll Pädagogen einen Überblick bei der Auswahl eines qualitätsvollen Schullandheims geben.
Jährlich fahren über 1,2 Millionen Schüler während der Schul-/Unterrichtszeit in die Schullandheime.

## Aufenthaltsziele

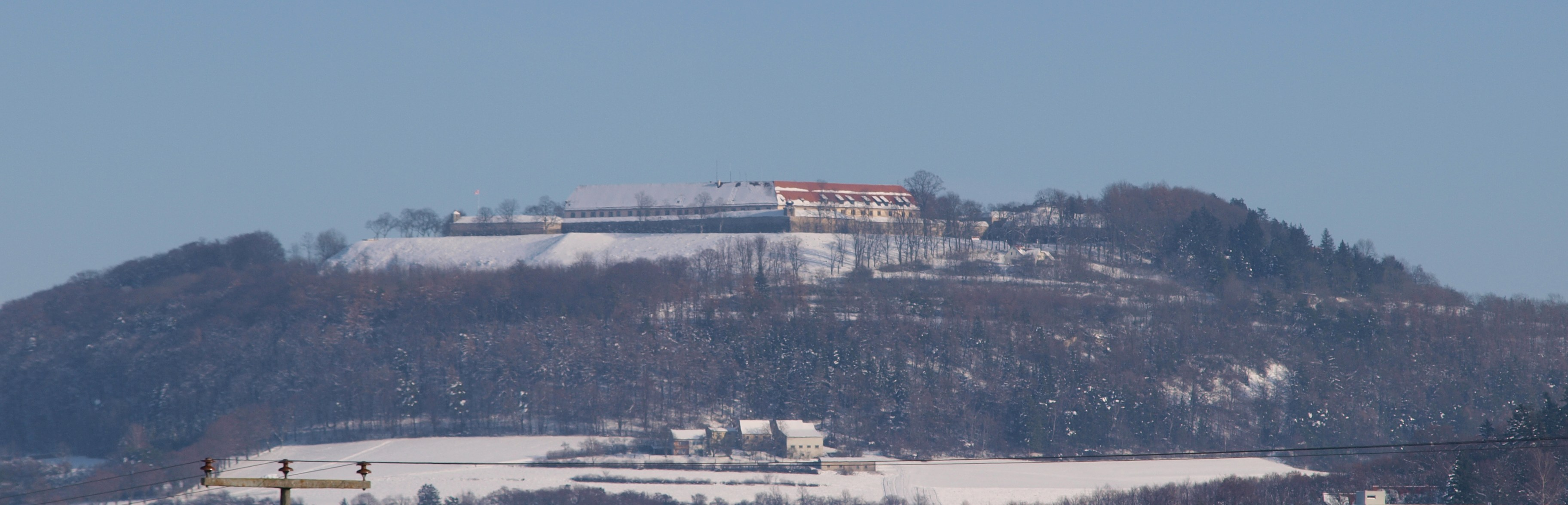
Die Festung Wülzburg, Bayerns erstes Schullandheim

Ein Aufenthalt in einem Schullandheim ist ein Angebot für Klassen aller Schulformen und aller Altersstufen. Darüber hinaus stehen Schullandheime auch allen anderen schulischen Gruppen, wie zum Beispiel Kursen, Arbeitsgemeinschaften, Sportgruppen oder Schülervertretungen zur Verfügung.
Lernen und Leben sollen hier ohne die organisatorischen Zwänge von Schule als Einheit erlebt werden und insgesamt belebend auf die sozialen Bedingungen und das Lernklima in den Klassen wirken. Schullandheimaufenthalte gehören zum Bildungs- und Erziehungsauftrag der Schule.

## Pädagogisches Konzept

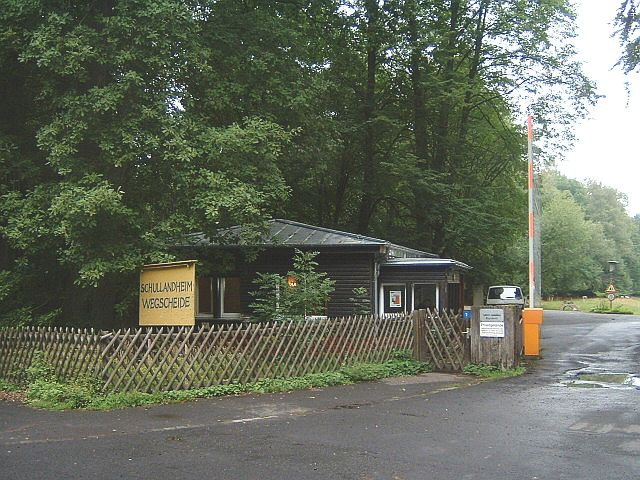
Frankfurter Schullandheim Wegscheide bei Bad Orb (Eingangsbereich)

Schullandheime befinden sich häufig in naturnaher Umgebung. Durch Lage und Ausstattung bedingt haben sie unterschiedliche Profile. Auf solch einer Klassenfahrt findet oft Fächer übergreifender Unterricht mit Vermittlung ganzheitlicher Zusammenhänge statt. Es bietet sich mehr Zeit für Gespräche. Durch Erfahrungen in Gruppensituationen, Erlebnisse und soziale Dienste soll für Neues und Ungewohntes sensibilisiert werden. Man kann Stärken und Schwächen anderer kennenlernen. Dabei ist ein besseres Verhältnis unter den Schülern und zu den Lehrern ein Ziel. Außerdem bietet sich bei den Aufenthalten die Möglichkeit, die Region – Landschaft, Natur, Kultur, Wirtschaft und Menschen – kennenzulernen.
Der Aufenthalt in einem Schullandheim ist eine „besondere pädagogische Situation“. Aufgrund der Größe eines Landheims ist hier auch die überregionale Begegnung verschiedener Klassen und Altersstufen möglich.

## Weitere Funktionen

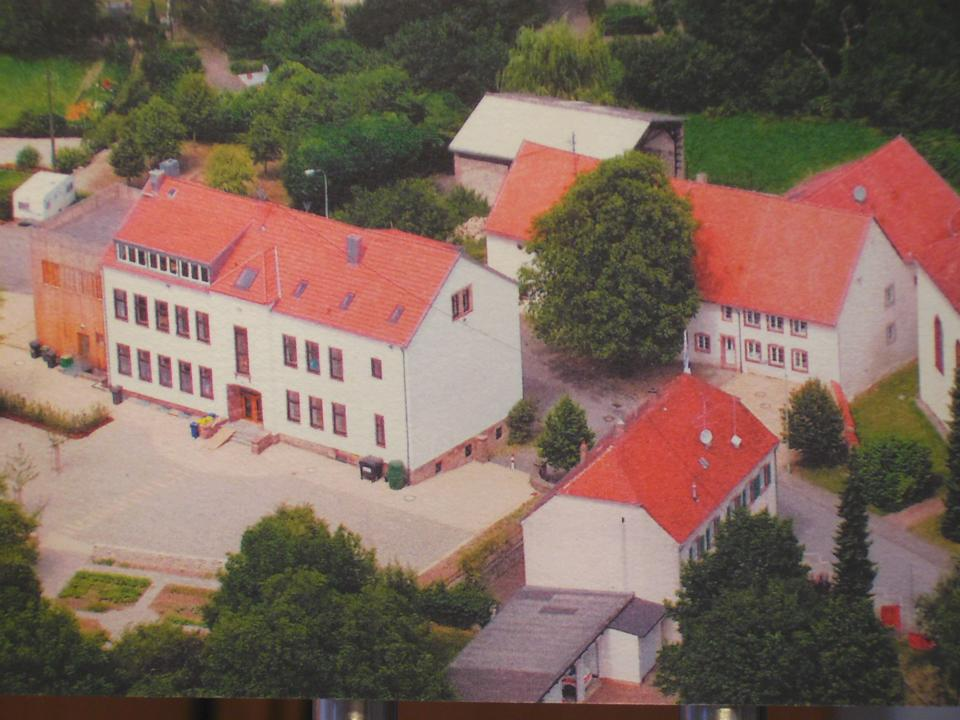
Ökologisches Schullandheim Spohns Haus in Gersheim

In Schullandheimen finden auch Fortbildungen und Seminare zur politischen und ökologischen Bildung sowie internationale Begegnungen statt. Auch pädagogische Konzepte mit Beratungen werden angeboten.
Außerdem werden Schullandheime insbesondere auch an Wochenenden und in den Ferienzeiten vielfach von außerschulischen Gruppen und Vereinen belegt, z. B. von Kinder-/Jugend- oder Sport- und Musikgruppen, Kindergärten und Horten, Selbsthilfegruppen sowie kirchlichen Gruppen.